# 中国社会科学院新闻与传播研究所
中国社会科学院新闻与传播研究所是中华人民共和国的一家新闻学、传播学研究机构，成立于1978年8月，是中国社会科学院的直属研究单位。

## 历史沿革
1978年8月成立，原名中国社会科学院新闻研究所。1997年9月更改为现名。